# 宇佐美祐次
宇佐美 祐次（うさみ すけつぐ、文久2年3月20日（1862年4月18日） - 昭和22年（1947年）12月26日）は、明治期から昭和にかけての農本主義者、歌人、農政政治家。

## 経歴
父、祐之は菰野藩郡奉行を務める傍ら、佐々木弘綱に師事して和歌を能くした人物であった。桑名義塾で学んだ後、上京し兜割りで有名な幕末の剣客・榊原鍵吉に師事して剣術を学ぶ。その後、三菱商業学校に入り、のちに慶應義塾に転じて卒業し帰郷する。三重県農産界振興に尽力し、三重県会議員などを歴任し、県会議長として大正天皇御大典に参列する光栄に浴した。明治28年（1895年）には小菅剣之助を仰ぐ旧派歌人の歌会「冠峯会」を結成し、盟主となる。ここに高田顕允、野呂金貞、稲垣金蔵、稲垣重一、佐佐木信綱らが集い、海上胤平が選者を務めた。
三重県農会副会長、三重郡畜産養蚕組合長等の要職を歴任し、昭和4年（1929年）に大日本農会総裁・梨本宮守正王より、農事功労者として紅白綬有功彰を親授。昭和10年（1935年）には永年に渡る農事改良の功により高松宮宣仁親王より銀製花瓶賜与。
歌壇においても重きをなし、『大日本歌人見立鑑』にも挙げられている。